# ريتشي كونور
ريتشي كونور (بالإنجليزية: Richie Connor)‏ هو لاعب كرة القدم الغالية أيرلندي، ولد في 1954 في Walsh Island ‏ في جمهورية أيرلندا.